# Гусиный лук луговой
Гусиный лук луговой (лат. Gagea pratensis) — вид травянистых растений рода Гусиный лук (Gagea) семейства Лилейные (Liliaceae).

## Ботаническое описание

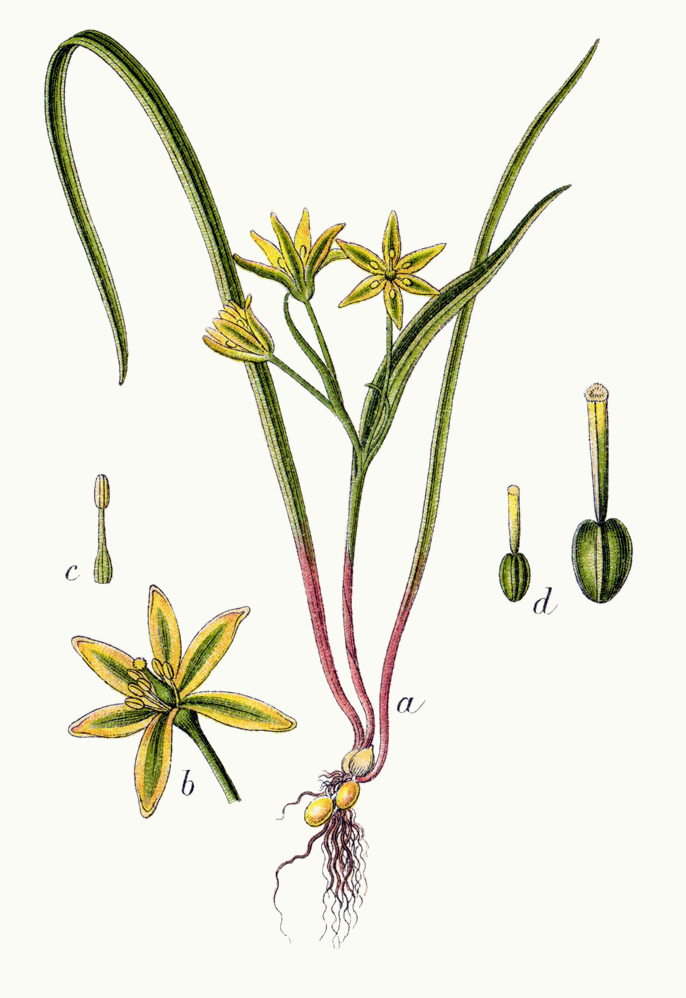

Многолетнее травянистое растение. Луковиц три в отдельных серых оболочках, продолговатых, одна из них более крупная, две помельче. Стебель 10—15 (20) см высотой. Прикорневой лист один, линейный, 2—5 мм шириной, плоский; подсоцветных листьев два, больший из них короче, реже длиннее соцветия, линейно-ланцетный.
Соцветие из 2—6 цветков на тонких цветоножках, обычно вдвое и более длиннее цветков. Листочки околоцветника ланцетно-продолговатые, островатые или слегка притуплённые, 15—18 мм длиной. Тычинки вдвое короче листочков околоцветника. Цветение в марте и апреле. Хромосомы 2n=60.

## Распространение и экология
Европа. Растёт на лугах, в кустарниках, по опушкам.